# بئر الشيخ (حورة)

'

تعديل مصدري - تعديل

بئر الشيخ هي إحدى قرى عزلة حوره بمديرية حورة التابعة لمحافظة حضرموت، بلغ تعداد سكانها 19 نسمة حسب تعداد اليمن لعام 2004.